# Косоне
Косоне (фр. Cossonay) — місто  в Швейцарії в кантоні Во, округ Морж.

## Географія
Місто розташоване на відстані близько 85 км на південний захід від Берна, 14 км на північний захід від Лозанни.
Косоне має площу 8,3 км², з яких на 14,1% дозволяється будівництво (житлове та будівництво доріг), 62,5% використовуються в сільськогосподарських цілях, 23,2% зайнято лісами, 0,2% не є продуктивними (річки, льодовики або гори).

## Демографія
2019 року в місті мешкало 4044 особи (+20,1% порівняно з 2010 роком), іноземців було 23,7%. Густота населення становила 488 осіб/км².
За віковим діапазоном населення розподілялося таким чином: 22,4% — особи молодші 20 років, 64,1% — особи у віці 20—64 років, 13,5% — особи у віці 65 років та старші. Було 1766 помешкань (у середньому 2,3 особи в помешканні).
Із загальної кількості 1492 працюючих 46 було зайнятих в первинному секторі, 223 — в обробній промисловості, 1223 — в галузі послуг.